# Mariquelo
El Mariquelo era originariamente el miembro de una familia, los Mariquelos, que debía subir cada año a la torre de la Catedral Nueva de Salamanca, en agradecimiento a Dios porque el terremoto de Lisboa de 1755 apenas había dañado el edificio y no ocasionó víctimas mortales. 
Esta tradición se ha mantenido de forma ininterrumpida desde 1755 hasta hoy, exceptuando 8 años entre 1977 y 1984.
Actualmente la tradición la continúa Angel Rufino (actual Mariquelo), que sube a la catedral la víspera de los santos en la cual una vez arriba se asoma al balcón para dar un mensaje a todos los charros. En el año 2019, el mensaje fue en honor a las personas que padecen enfermedades raras.

## Historia

### El terremoto de Lisboa
El 1 de noviembre de 1755 se registró un fuerte terremoto en las costas del Cabo de San Vicente, en Portugal. Se calcula que tuvo una magnitud en torno a 9 en la escala de Richter y provocó un tsunami que afectó a buena parte de Europa Occidental y el norte de África. Pero sobre todo pasó a la historia debido a que ambos fenómenos arrasaron completamente la capital portuguesa, pasando a ser conocido como el Terremoto de Lisboa.
En Salamanca, ciudad relativamente cercana a Lisboa, se dejaron sentir los efectos del terremoto, y la población asustada se refugió en la recién construida Catedral Nueva, finalizada en 1733. La construcción permaneció casi intacta tras el suceso, aunque algunas figuras de su fachada se hicieron añicos al caer al suelo. Pero el daño más importante lo sufrió la torre, que quedó ligeramente inclinada. A simple vista solo puede apreciarse la falta de esbeltez de su trazado, dado que tuvo que ser reforzada en sucesivas veces por temor a que se derrumbara.

### Inicio de la tradición
En conmemoración de aquel día, el Cabildo catedralicio de Salamanca estableció que todos los días 31 de octubre subiera alguien a la torre para tocar las campanas, para dar gracias a Dios y pedir que el terrible suceso no se repitiera. Además, era necesario medir año tras año la inclinación de la torre para comprobar que no siguiera inclinándose. Los encargados de iniciar esta costumbre fueron los Mariquelos, una familia que vivía dentro de la catedral y que se encargaba de tocar las campanas cuando correspondía.
El último Mariquelo de la familia fue don Fabián Mesonero Plaza que dejó de subir al cimbalillo en 1977, y fue en realidad el último Mariquelo auténtico. 

## Actualidad
La tradición se conservó hasta 1977, cuando el último miembro de la familia, Fabián Mesonero dejó de llevarla a cabo.